# Poltsó
Poltsó (en rus: Польцо) és un poble de l'óblast de Vladímir, a Rússia, segons el cens del 2010 tenia 308 habitants. Pertany al districte municipal de Múrom.